# Alpen Cup kobiet w kombinacji norweskiej 2022/2023
Alpen Cup kobiet w kombinacji norweskiej 2022/2023 to kolejna edycja tego cyklu zawodów. Rywalizacja rozpoczęła się 8 sierpnia 2022 r. w niemieckim Klingenthal, a zakończyła się 12 marca 2023 r. w niemieckim Oberhofie.
Tytułu z poprzedniej edycji broniła Słowenka Silva Verbič. W tym sezonie najlepsza okazała się jej rodaczka Teja Pavec.

## Kalendarz i wyniki
| Lp. | Data             | Miejscowość  | Dystans                | 1. miejsce       | 2. miejsce    | 3. miejsce         |
| --- | ---------------- | ------------ | ---------------------- | ---------------- | ------------- | ------------------ |
| 1.  | 8 sierpnia 2022  | Klingenthal  | Gundersen HS85/3 km    | Anne Häckel      | Thea Häckel   | Sofia Eggensberger |
| 2.  | 12 sierpnia 2022 | Bischofsgrün | Gundersen HS71/3 km    | Odwołano         | Odwołano      | Odwołano           |
| 3.  | 17 września 2022 | Degenfeld    | Gundersen HS83/5 km    | Magdalena Burger | Ronja Loh     | Thea Häckel        |
| 4.  | 18 września 2022 | Degenfeld    | Gundersen HS83/2,5 km  | Thea Häckel      | Trine Göpfert | Greta Pinzani      |
| 5.  | 24 września 2022 | Villach      | Gundersen HS98/5 km    | Anne Häckel      | Greta Pinzani | Clara Mentil       |
| 6.  | 25 września 2022 | Villach      | Gundersen HS98/2,5 km  | Anne Häckel      | Trine Göpfert | Elisa Deubler      |
| 7.  | 17 grudnia 2022  | Seefeld      | Gundersen HS109/2,5 km | Cindy Haasch     | Teja Pavec    | Ronja Loh          |
| 8.  | 18 grudnia 2022  | Seefeld      | Gundersen HS109/5 km   | Cindy Haasch     | Teja Pavec    | Ronja Loh          |
| 9.  | 14 stycznia 2023 | Schonach     | Gundersen HS100/2,5 km | Odwołano         | Odwołano      | Odwołano           |
| 10. | 15 stycznia 2023 | Schonach     | Gundersen HS100/2,5 km | Odwołano         | Odwołano      | Odwołano           |
| 11. | 11 lutego 2023   | Harrachov    | Gundersen HS100/5 km   | Teja Pavec       | Greta Pinzani | Giada Delugan      |
| 12. | 12 lutego 2023   | Harrachov    | Gundersen HS100/2,5 km | Teja Pavec       | Anne Häckel   | Greta Pinzani      |
| 13. | 11 marca 2023    | Rastbüchl    | Gundersen HS78/5 km    | Odwołano         | Odwołano      | Odwołano           |
| 14. | 12 marca 2023    | Rastbüchl    | Gundersen HS78/5 km    | Odwołano         | Odwołano      | Odwołano           |
| 15. | 11 marca 2023    | Oberhof      | Gundersen HS100/5 km   | Teja Pavec       | Trine Göpfert | Anna Senoner       |
| 16. | 12 marca 2023    | Oberhof      | Gundersen HS100/2,5 km | Teja Pavec       | Trine Göpfert | Anne Häckel        |

## Klasyfikacja generalna
| M.  | Zawodnik           | Punkty |
| --- | ------------------ | ------ |
| 1.  | Teja Pavec         | 674    |
| 2.  | Greta Pinzani      | 576    |
| 3.  | Anne Häckel        | 490    |
| 4.  | Thea Häckel        | 487    |
| 5.  | Ronja Loh          | 470    |
| 6.  | Trine Göpfert      | 397    |
| 7.  | Elisa Deubler      | 336    |
| 8.  | Clara Mentil       | 292    |
| =   | Anna Senoner       | 292    |
| 10. | Sofia Eggensberger | 284    |